# Tjaša Jakop
Tjaša Jakop, slovenska jezikoslovka, slovenistka, dialektologinja, * 28. januar 1975, Ljubljana.

## Življenje
Tjaša Jakop je otroštvo preživela v Šmarju pri Jelšah, Celju in Žalcu, kjer je obiskovala tudi osnovno šolo. Šolanje je nadaljevala v Srednji glasbeni in baletni šoli v Mariboru, kot instrumentalist violinist in jo leta 1993 zaključila. V letih 1993–1998 je na Filozofski fakulteti v Ljubljani študirala slovenski jezik in književnost ter splošno jezikoslovje, vzporedno pa še dve leti španski jezik in književnost. Leta 1999 je na Oddelku  za slovanske jezike in književnost z nalogo Pavlovo Glasoslovje slovenskega cankovskega narečja (s prevodom vokalizma) (COBISS) diplomirala iz slovenskega jezika in književnosti, kjer je iz madžarščine v slovenščino prevedla jezikoslovno razpravo o prekmurskem narečju iz leta 1909 ter z nalogo Raba rodilnika pri zanikanju (COBISS) iz splošnega jezikoslovja. Iz dialektologije in zgodovine slovenskega jezika je leta 2001 magistrirala z nalogo Oblikoslovje govora Ložnice pri Žalcu (COBISS). Leta 2004 je na isti smeri doktorirala z disertacijo Dvojina v slovenskih narečjih (COBISS), za katero je prejela nagrado Slavističnega društva Slovenije za leto 2004. Leta 2008 je predelano disertacijo objavila kot dve ločeni monografiji: Dvojina v slovenskih narečjih (COBISS) in The Dual in Slovene Dialects (COBISS). 
Med študijem, leta 1995, se je v Debrecenu na Madžarskem udeležila dvotedenske poletne šole madžarskega jezika, poleti 2013 pa se je mesec dni strokovno izpopolnjevala na Inštitutu za hrvaški jezik in jezikoslovje v Zagrebu.
Od leta 1998 je zaposlena na Dialektološki sekciji na Inštitutu za slovenski jezik Frana Ramovša Znanstvenoraziskovalnega centra SAZU v Ljubljani, kjer raziskuje slovenska narečja, posebno govor štajerske in panonske narečne skupine (srednjesavinjsko, srednještajersko, prleško in prekmursko). Posveča se diahronim in sinhronim raziskavam slovenskih narečij, predvsem oblikoslovju (kategoriji spola in dvojine) ter geolingvistiki. Na terenu zbira narečno gradivo ter zapisuje krajevne govore doma in v zamejstvu (Italija, Avstrija, Hrvaška), pripravlja fonološke opise govorov in jezikoslovne analize glasoslovja, oblikoslovja in narečne leksike.
Leta 2005 je začela sodelovati z Glasbenonarodopisnim inštitutom ZRC SAZU, kjer je raziskovala narečne podobe slovenske ljudske pripovedne pesmi. Rezultati te raziskave so leta 2007 izšli kot priloga 5. zbirki Matične izdaje Slovenskih ljudskih pesmi in v raznih člankih (2005 (COBISS), 2006 (COBISS), 2007). Ukvarja se z narečnimi vplivi na sodobne slovenske pisatelje, slovenske popevke, reperske pesmi ter besedila na raznih forumih in instagramu. Zanimajo jo tudi prepovedani (tabu) izrazi (2012 je objavila članek o izrazih za spolne organe v slovenskih narečjih), o kletvicah in tabujih v jeziku pa je spregovorila tudi v radijskih in televizijskih oddajah.
V okviru dela na Dialektološki sekciji sodeluje pri projektu Slovenski lingvistični atlas. Je avtorica (in soavtorica) 50 kart za Slovenski lingvistični atlas 1 in 2 (SLA1 in SLA 2). Trenutno sodeluje pri pripravi tretjega zvezka (SLA 3). Občasno sodeluje tudi pri Slovanskem lingvističnem atlasu (Obščeslavjanskij lingvističeskij atlas – OLA). 

## Delo
Tjaša Jakop je napisala veliko člankov, dve samostojni monografiji The dual in Slovene dialects (COBISS) in Dvojina v slovenskih narečjih (COBISS), znanstvene in strokovne prispevke na konferencah, kritike, recenzije, samostojne znanstvene sestavke, poglavja v monografskih publikacijah, znanstvene sestavke v slovarjih, enciklopedijah in leksikonih … (Vse publikacije za obdobje 1998-2019.) Predavala je na univerzah, lingvističnih simpozijih in konferencah doma in v tujini (Avstrija, Bolgarija, Bosna in Hercegovina, Ciper, Danska, Finska, Hrvaška, Litva, Madžarska, Nemčija, Portugalska, Slovaška, Slovenija in Turčija).

### Slovenski lingvistični atlas
Slovenski lingvistični atlas je temeljno delo sodobne slovenske dialektologije in geolingvistike. Zasnoval ga je Fran Ramovš leta 1934, kot enega temeljnih ciljev Inštituta za slovenski jezik, vendar pa so se priprave zanj začele šele po drugi svetovni vojni. Zbirka gradiva je shranjena na Dialektološki sekciji Inštituta za slovenski jezik Frana Ramovša ZRC SAZU v Ljubljani in trenutno obsega okrog 720 zapisov krajevnih govorov. Večino gradiva je zapisal Tine Logar in njegovi študenti. Po letu 2000 je bila zbirka dopolnjena še z zapisi 51 doslej neraziskanih krajevnih govorov (predvsem v zamejstvu). Vse arhivirano gradivo je tudi v elektronski obliki. Do danes sta bili mreža krajev in vprašalnica za SLA večkrat preurejeni. Vprašalnico je določil F. Ramovš, kasneje pa jo je za študente preuredil Jakob Rigler. Tako je danes v SLA zajetih 417 krajevnih govorov, vprašalnica pa obsega 3065 vprašanj skupaj s podvprašanji, od tega je 870 oštevilčenih vprašanj, ta pa so razdeljena na petnajst pomenskih polj (Telo, Obleka, Hiša, Vas, Prazniki, Orodje, Živina, Rastline,  Planina, Bolezni, Čas, Pokrajina, Družina, Štetje, Razno) in na slovnična vprašanja, ki zajemajo predvsem glasoslovni in oblikoslovni del jezika. Razširjenost narečij in njihovo klasifikacijo prikazuje tudi narečna karta natisnjena v atlasu.
Prvi zvezek Slovenskega lingvističnega atlasa, ki vsebuje temo človek (telo, bolezni, družina), je izšel leta 2011. Na temo kmetija (vsebuje besede, ki poimenujejo prostore in opremo v slovenski kmečki hiši, gospodarska poslopja in izbrana kmečka opravila) je leta 2016 izšel drugi zvezek, ki mu je dodan tudi etimološki del, kjer se nahajajo razlage besed. Oba dela sta prosto dostopna tudi na spletnem portalu Fran.

### Dvojina v slovenskih narečjih
Monografija je dialektološko delo o dvojini, ki je leta 2008 izšlo v Ljubljani pri Založbi ZRC, v zbirki Linguistica et philologica 21. Izdal jo je Inštitut za slovenski jezik Frana Ramovša ZRC SAZU, glavni urednik pa je bil Vojislav Likar.
Sestavljena je iz dveh večjih enot. Prva enota, Dvojina v Slovenščini, se deli na tri podenote: Predstavitev kategorije dvojine, Dosedanje raziskave slovenske dvojine in Narečno gradivo za dvojino. Druga enota, Geolingvistična predstavitev dvojine v slovenskih narečjih – komentarji h kartam, se deli na devet podenot: Samostalniki, Osebni zaimki, Pridevniki, Števnik dva, Glagoli, Poskus tipologije dvojinskih oblik v slovenskih narečjih, Statistični podatki o dvojini, Zaključek in Povzetek. Monografija vsebuje tudi Predgovor, Zapisovanje gradiva (način, kako je gradivo zapisano), Seznam kratic in krajšav, Vire in literaturo, Seznam zapisov govorov po mreži krajev za SLA, Stvarno kazalo, Imensko kazalo, Summary (povzetek v angleščini) in Prilogo (karte). 
Karte, poleg tabelarnih in grafičnih prikazov podatkov, omogočajo bralcu lažjo predstavo o nahajanju določenih posebnosti dvojine v slovenskem jeziku ter njihovo konkretizacijo, na območju Slovenije in njene bližnje okolice.
Delo je bilo prirejeno in prevedeno v angleščino (Dual in Slovene Dialects), ki je leta 2008 izšlo pri nemški založbi Universitätsverlag Dr. N. Brockmayer, v zbirki Diversitas Linguarum 18. The Dual in Slovene Dialects je bila tako avtoričina prva monografija, ki ji je še v istem letu sledila druga monografija, Dvojina v slovenskih narečjih.
Mnogi jezikoslovci še vedno napovedujejo izgubo kategorije dvojine in njeno nadomeščanje z množino, vendar pa novejši podatki kažejo, da se zemljepisni obseg rabe dvojinskih oblik do danes ni bistveno zmanjšal in da je dvojina v večini slovenskih narečij še vedno živa kategorija, ki doživlja spremembe in novosti v oblikah in rabi. 